# Ernest Poole

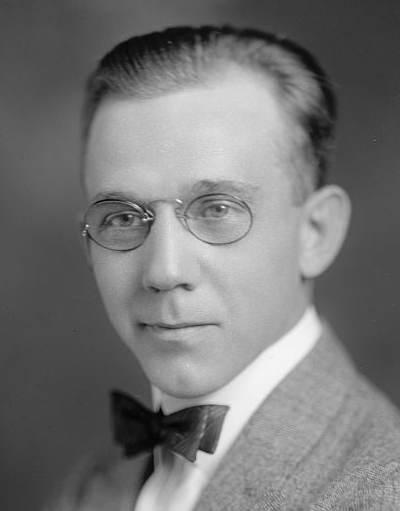
Ernest Poole (um 1915)

Ernest Poole (* 23. Januar 1880 in Chicago, Illinois; † 10. Januar 1950 in Franconia, New Hampshire) war ein US-amerikanischer Journalist und Schriftsteller, der für seinen Roman His Family 1918 als Erster den Pulitzer-Preis für Romane erhielt.

## Biografie
Poole besuchte die Universität Princeton (Abschluss 1902) und arbeitete als sozialkritischer Journalist. Sein erstes Buch, Child Labor: The Street (1903) handelt von Kinderarbeit, das nächste, Katharine Breshkovsky: For Russia's Freedom (1905), berichtete  von der revolutionären Stimmung in Moskau und im Kaukasus nach dem Petersburger Blutsonntag. Poole war 1905 von der Zeitschrift Outlook nach Russland geschickt worden, 1917 entsandte ihn die 1914 gegründete New Republic ins revolutionäre Russland.
The Harbor (1915), ein sozialistischer Roman, verkaufte 78,000 Exemplare. His Family (1917), gewann den Pulitzer Prize for the Novel und wurde ebenfalls ein Bestseller.
In den folgenden Jahren erschienen neben den Romanen His People (1917), The Avalanche (1924), Silent Storms (1927), The Car of Croesus (1930) und The Nancy Flyer: A Stagecoach Epic (1949), einige Bücher über Russland: The Dark People: Russia's Crisis (1919), The Village: Russian Impressions (1919), Danger (1923), With Eastern Eyes (1926), The Destroyer (1931), Great Winds (1933), Nurses on Horseback (1933). Außerdem Giants Gone: Men Who Made Chicago (1943) und The Great White Hills of New Hampshire (1948).
Eine Sammlung von Kurzgeschichten erschien 1925 unter dem Titel The Little Dark Man & Other Russian Sketches. Seine Memoiren, The Bridge: My Own Story, erschienen 1940. 1916 wurde er in die American Academy of Arts and Letters gewählt. Poole war von 1920 bis zu seinem Tod 1950 Mitglied des angesehenen Dutch Treat Club in New York City.